# Kinako

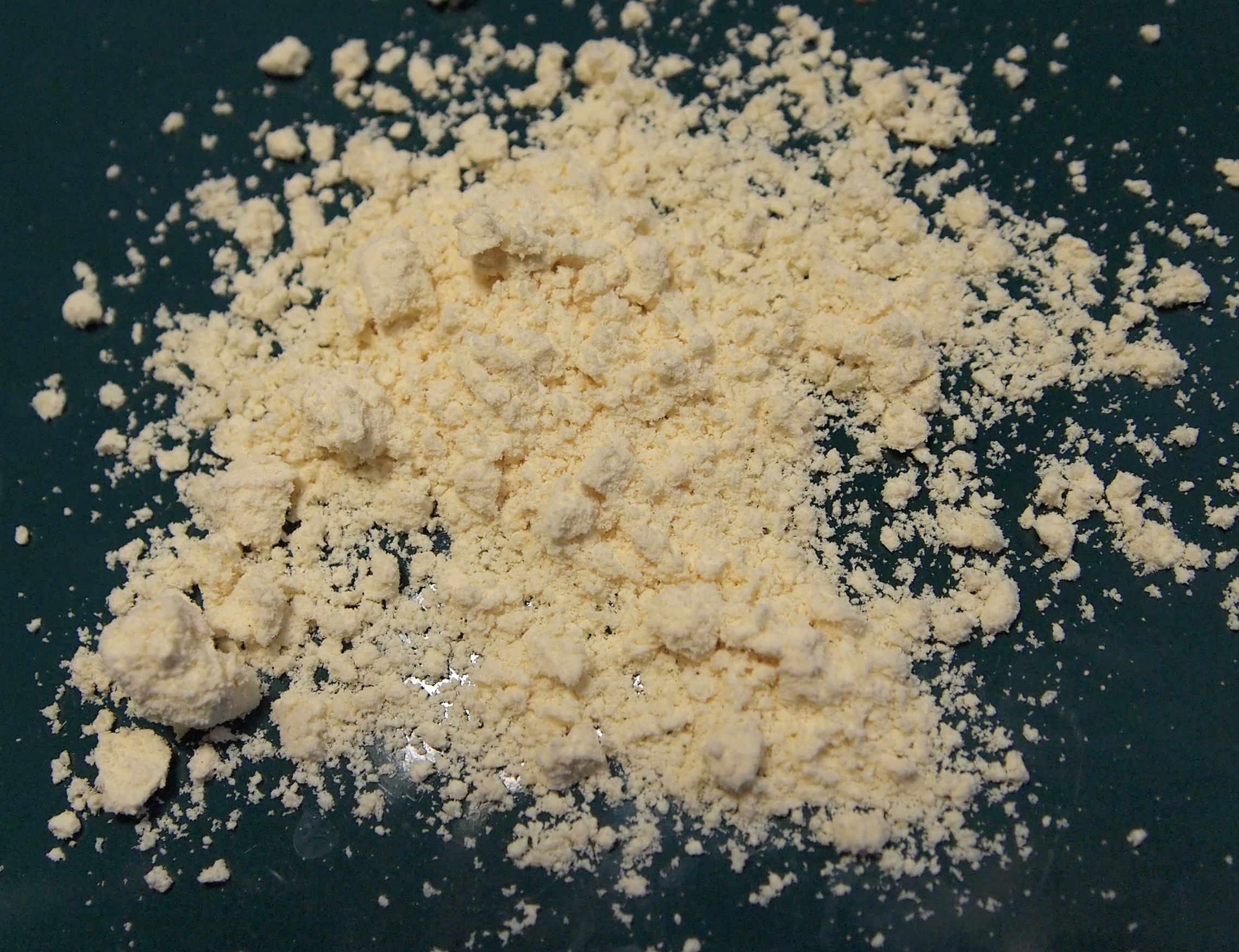
Kinako

Kinako (黄粉) é a farinha de soja integral torrada e moída. É um ingrediente tradicional na culinária japonesa. É um alimento rico em vitamina B e proteína, por ser um alimento de soja.